# Miklós Tótfalusi Kis

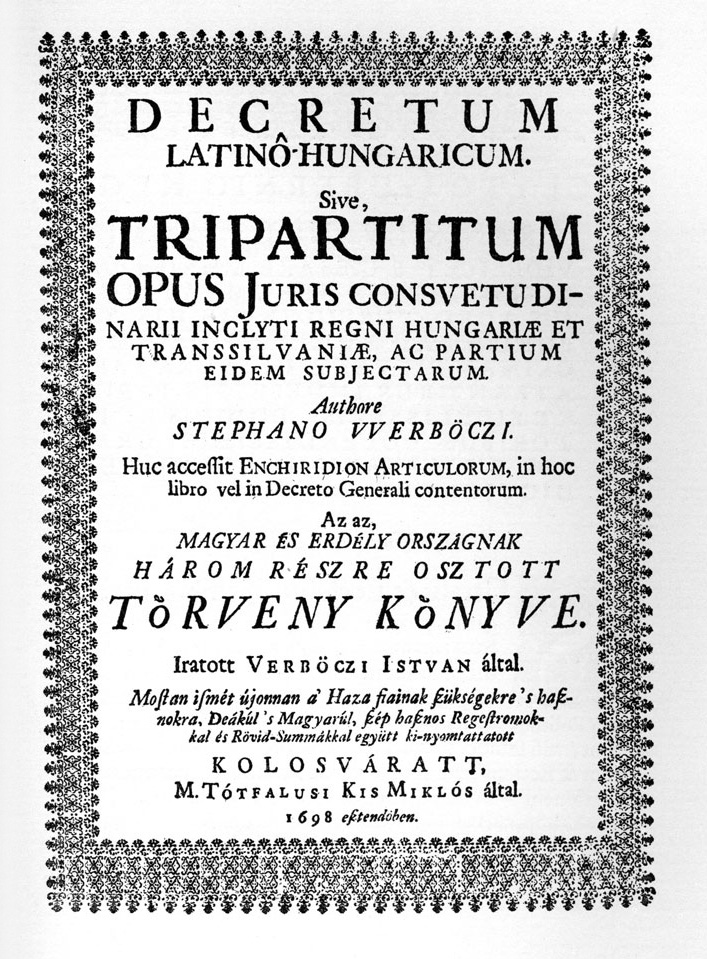
Llibre de 1698 imprès per Kis

Miklós Tótfalusi Kis (hongarès: Misztótfalusi Kis Miklós) (1650 - 20 de març de 1702) va ser un tallador de lletres, dissenyador de tipografies, tipògraf i impressor hongarès. Kis va ser un dels primers impressors i talladors de lletres de tipus georgià. Va fer fonts a petició del rei georgià Artxil d'Imerècia.
Va ser enviat als Països Baixos des d'Hongria per imprimir una bíblia en hongarès en caràcters llatins a casa de Daniel Elzevier, però un cop hi va arribar, el 1680, aquest ja havia mort. Llavors Kis aprèn l'oficis per produir aquest llibre. Va aprendre la impressió i la composició a la impremta Blaeu i va aprendre a gravar tipus amb Dirk Voskens. Després de 3 anys d'aprenentatge, es va convertir en un gravador de personatges pel seu compte i va tenir èxit internacional, fins i tot va rebre encàrrecs de Georgia.
Imprimeix la Szent Biblia, la Bíblia en hongarès, a Amsterdam a Olofsz amb la seva propia tipografia el 1683 i una segona edició el 1685. Kis va tornar a Hongria el 1698. Per desgràcia per a ell, la tipografia llatins van tenir poc èxit al seu país d'origen. va morir el 1702 a Kolozsvár (actualment Cluj-Napoca)  on és enterrat al cementiri de Hajongard.
Aquestes tipografies són comprades i utilitzats per Anton Janson, cosa que ha fet creure a alguns que són una creació d’aquest últim en lloc de Kis. La font Janson porta aquest nom a causa d'aquesta confusió.